# Fire and Water (musikalbum av Philip Kirkorov)
Fire and Water, musikalbum från den ryska sångaren Philip Kirkorov, utkommet i april 2000.

## Låtlista
1. Fire and water
2. Fire and water (White lights remix)
3. Fire and water (H2O MIX)
4. Fire and water (Tech Step mix
5. Fire and water (Eclectica mix)
6. Fire and water (instrumental version)
7. Red Rose
8. Red Rose (instrumental version)
9. Fire and water (video version)
10. Red Rose (video version)

"Fire and Water" är en cover på den grekiska popgruppen Antiques låt "Dinata, Dinata"